# Nipaecoccus coffeae
Nipaecoccus coffeae är en insektsart som först beskrevs av Hempel 1919.  Nipaecoccus coffeae ingår i släktet Nipaecoccus och familjen ullsköldlöss. Inga underarter finns listade i Catalogue of Life.